# Johan Edlund

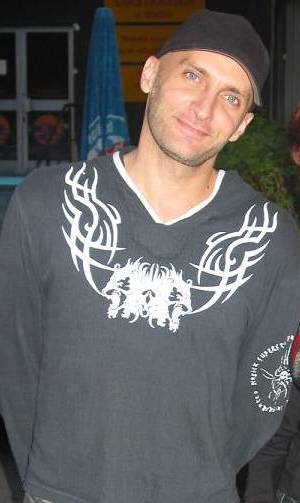
Johan Edlund

Johan Edlund (* 9. März 1971) ist ein schwedischer Sänger, Gitarrist und Keyboarder.

## Leben
Er ist Gründungsmitglied der Band Tiamat und betreibt mit Lucyfire noch ein Solo-Projekt.
Im Jahr 1998 verließ er Stockholm Richtung Deutschland. Zuerst lebte er in Dortmund, dann in Berlin und anschließend in Hamburg. Danach zog es ihn wieder nach Dortmund, bevor er nach Thessaloniki in Griechenland umzog. Dort lebt er mit seiner Lebensgefährtin zusammen. 1998 steuerte Edlund einen Remix zu der Rammstein-Single Stripped bei.
Auf dem im Jahr 2000 erschienenen Album The Dream Sequencer der niederländischen Band Ayreon übernahm Edlund für ein Lied den Gesang. Außerdem veröffentlichte er im Jahr 2001 unter dem Namen Lucyfire das Album This Dollar Saved My Life at Whitehorse. Musikalisch ist dieses dem Dark Rock und Alternative Rock zuzuordnen. Außerdem wirkte er bei der Bearbeitung und Mischung für Lieder von Rammstein und London After Midnight mit.

## Diskographie

### Mit River’s Edge
- 1988: Mind the Edge (Demo)

### Mit Treblinka
- siehe Treblinka (Diskographie)

### Mit Tiamat
- siehe Tiamat (Band)#Diskografie

### MitThe Inchtabokatables
- 1997: ..Quiet ! (Theremin bei Die Taube)

### Mit Rammstein
- 1998: Stripped (Psilonaut Mix von Stripped, wiederveröffentlicht 2011 auf Made in Germany 1995–2011)

### Mit Ayreon
- 2000: Universal Migrator Part 1: The Dream Sequencer (Ko-Gesang und Ko-Komposition[2] bei My House on Mars)

### Mit Lucyfire
- 2001: This Dollar Saved My Life at Whitehorse

### Mit Flowing Tears
- 2007: Invanity – Live in Berlin (Gesang beim Nick-Cave-and-the-Bad-Seeds-Cover The Weeping Song)